# Municipio de Bull Moose (Minnesota)
El municipio de Bull Moose (en inglés: Bull Moose Township) es un municipio ubicado en el condado de Cass en el estado estadounidense de Minnesota. En el año 2010 tenía una población de 133 habitantes y una densidad poblacional de 1,43 personas por km².

## Geografía
El municipio de Bull Moose se encuentra ubicado en las coordenadas 46°45′59″N 94°36′16″O / 46.76639, -94.60444. Según la Oficina del Censo de los Estados Unidos, el municipio tiene una superficie total de 93.14 km², de la cual 89,31 km² corresponden a tierra firme y (4,1 %) 3,82 km² es agua.

## Demografía
Según el censo de 2010, había 133 personas residiendo en el municipio de Bull Moose. La densidad de población era de 1,43 hab./km². De los 133 habitantes, el municipio de Bull Moose estaba compuesto por el 97,74 % blancos y el 2,26 % eran de una mezcla de razas. Del total de la población el 0 % eran hispanos o latinos de cualquier raza.